# خضير البورسعيدي
مسعد خضير وشهرته خضير البورسعيدي نسبة إلى محافظة بورسعيد المولود بها، خطاط لغة عربية ورسام وأحد رواد الخط العربي في العصر الحديث، يلقب بشيخ الخطاطين المصريين.
تعلم الخط العربي على يد شقيقه الأكبر محمد خضير وهو أستاذه الأول في تعلم الخط العربي وكان يقوم بكتابة الشعارات المناهضة لقوات الاحتلال على جدران المنازل والأبنية وعلى طرق الإسفلت، بدأ في سن العاشرة بالاستقلال في كتابة الإعلانات وواجهات المحلات وكان يكتب بكلتا يديه في نفس الوقت، حصل على دبلوم الخط العربي من مدرسة خطوط طنطا، وحصل على دبلوم التخصص من مدرسة خليل أغا بالقاهرة، وفي الكبر درس على يد كبار الخطاطين المصريين مثل محمد حسنى وسيد إبراهيم ومحمد عبد القادر.
اشتهر برسوماته المتقنة ولوحاته الفنية مستخدماً الخط العربي، شارك في خطوط كسوة الكعبة، وكتب العديد من تترات أفلام ومسلسلات مصرية عدة مذيلاً إياها بتوقيعه الشهير خضير، بالإضافة إلى كتابة المصحف لعرضه على شاشة التلفزيون.

## حياته
برع في ممارسة فن الخط العربي منذ نعومة أظافره رغم الظروف الصعبة التي نشأ فيها بسبب الاستعمار الإنجليزي عام 1947 في بورسعيد، فكان أول ما كتبه بالطباشير على جدران الشوارع «من يتهاون مع الاستعمار له الموت» وكانت «روح النضال والمقاومة الشعبية» بداية شغفه بفن الخط العربي.
في سن السادسة التحق خضير بالمدرسة الابتدائية، وكان من دون أن يتعلم قواعد الخط العربي يكتب على السبورة بالطباشير، حتى وجد كتاباته أستاذ اللغة العربية ويدعى طه فنادى جميع المدرسين وأراهم ما كتبه وكان المكتوب «الملك فاروق ملك مصر والسودان» بعد أن نقلها من عملة القرش الأحمر، وأثنى عليه الجميع، وعلى أثر تلك الواقعة استأجر له ناظر المدرسة محلاً في واحدة من عماراته، وكان وقتها بالصف الثاني الابتدائي، كما تلقفت الواقعة أيضا مجلة «البعكوكة» التي كانت منتشرة في بورسعيد.
ينتمي خضير البورسعيدي إلى عائلة فنية عريقة، حيث تعلم على يد شقيقه الأكبر محمد خضير، بالإضافة إلى الأخوين مصطفى ومحسن اللذين يعملان أيضاً في مجال التصميم والرسم.

## المناصب التي تولاها
- مدير إدارة الخط العربي بالتليفزيون المصري.
- رئيس شعبة الخطوط باتحاد الفنانين العرب.
- عضو عامل بنقابة الفنانين التشكيليين منذ نشأتها.[10]
- عضو النقابة العامة للصحافة والطباعة والإعلام.
- عضو مجلس إدارة الخط العربي بوزارة التربية والتعليم واشترك في إعداد وتطوير المناهج لمدارس الخطوط.
- عضو لجنة التحكيم الدولية بإسطنبول في مركز الأبحاث للتأريخ والفنون والثقافة الإسلامية أو ما يعرف اختصارا ارسيكا
- قام بتدريس الخط العربي في مدارس الخطوط بباب الشعرية، وبورسعيد، والنصر بطنطا، وكلية الفنون التطبيقية، وهو زائر بأغلب مدارس الجمهورية، ثم أنشأ أكاديمية الخط العربي واستقر بها، بالإضافة إلى الإشراف الفني عليها.[11][12]

## التكريم
رشح لنيل جائزة الدولة التشجيعية في مصر عام 1984 وكرمته دار الأوبرا المصرية في مهرجان الموسيقى العربية السادس عام 1997 وكرمته وزارة الثقافة في مهرجان الخط العربي عام 2000 بقصر الفنون وعين قومسيراً له، كما كرمته محافظة أسيوط والسويس والغربية.
كذلك فقد كرمته جامعة أسيوط. منح جائزة الكوفة التقديرية في الخط العربي عام 1995 منح الوسام الذهبي لمهرجان كاظمة العالمي بالكويت عام 1996 منح جائزة الصين في الفن الإسلامي عام 1996، وقد زاره في متحفه الخاص بالحسين الرئيس مأمون عبد القيوم رئيس دولة المالديف.
كرمه أيضًا الشيخ سلطان القاسمي حاكم الشارقة عام 2014.